# 142-й меридіан східної довготи
142-й меридіан східної довготи — лінія довготи, що лежить на 142 градуси східніше Гринвіцького меридіана. Вона проходить від Північного полюса через Північний Льодовитий океан, Азію, Тихий океан, Австралазію, Індійський океан, Південний океан та Антарктиду до Південного полюса.
142-й меридіан східної довготи формує велике коло разом із 38-мим меридіаном західної довготи.
Згадно Сарагоського договору, укладного 22 квітня 1529 року, 142-й меридіан східної довготи був визнаний як кордон між володіннями Іспанії та Португалії у Східній півкулі.

## Список географічних об'єктів, що перетинає 142° сх. д.
Починаючи на Північному полюсі та рухаючись до Південного полюса, 142-й меридіан східної довготи проходить через:
| Координати                                                   | Країна, територія або море | Примітки                                                          |
| ------------------------------------------------------------ | -------------------------- | ----------------------------------------------------------------- |
| 90°0′ пн. ш. 142°0′ сх. д. / 90.000° пн. ш. 142.000° сх. д.  | Північний Льодовитий океан |                                                                   |
| 76°3′ пн. ш. 142°0′ сх. д. / 76.050° пн. ш. 142.000° сх. д.  | Росія                      | Новосибірські острови — проходить через острів Котельний          |
| 74°55′ пн. ш. 142°0′ сх. д. / 74.917° пн. ш. 142.000° сх. д. | Східносибірське море       | Протока Саннікова                                                 |
| 73°55′ пн. ш. 142°0′ сх. д. / 73.917° пн. ш. 142.000° сх. д. | Росія                      | Новосибірські острови — проходить через Великий Ляховський острів |
| 73°16′ пн. ш. 142°0′ сх. д. / 73.267° пн. ш. 142.000° сх. д. | Східносибірське море       | Протока Лаптєва                                                   |
| 72°43′ пн. ш. 142°0′ сх. д. / 72.717° пн. ш. 142.000° сх. д. | Росія                      |                                                                   |
| 58°59′ пн. ш. 142°0′ сх. д. / 58.983° пн. ш. 142.000° сх. д. | Охотське море              |                                                                   |
| 53°28′ пн. ш. 142°0′ сх. д. / 53.467° пн. ш. 142.000° сх. д. | Росія                      | Проходить через острів Сахалін                                    |
| 51°31′ пн. ш. 142°0′ сх. д. / 51.517° пн. ш. 142.000° сх. д. | Татарська протока          |                                                                   |
| 48°56′ пн. ш. 142°0′ сх. д. / 48.933° пн. ш. 142.000° сх. д. | Росія                      | Проходить через острів Сахалін                                    |
| 48°30′ пн. ш. 142°0′ сх. д. / 48.500° пн. ш. 142.000° сх. д. | Татарська протока          |                                                                   |
| 47°39′ пн. ш. 142°0′ сх. д. / 47.650° пн. ш. 142.000° сх. д. | Росія                      | Проходить через острів Сахалін                                    |
| 47°16′ пн. ш. 142°0′ сх. д. / 47.267° пн. ш. 142.000° сх. д. | Татарська протока          |                                                                   |
| 46°56′ пн. ш. 142°0′ сх. д. / 46.933° пн. ш. 142.000° сх. д. | Росія                      | Проходить через острів Сахалін                                    |
| 45°58′ пн. ш. 142°0′ сх. д. / 45.967° пн. ш. 142.000° сх. д. | Протока Лаперуза           |                                                                   |
| 45°28′ пн. ш. 142°0′ сх. д. / 45.467° пн. ш. 142.000° сх. д. | Японія                     | Проходить через острів Хоккайдо                                   |
| 42°30′ пн. ш. 142°0′ сх. д. / 42.500° пн. ш. 142.000° сх. д. | Тихий океан                |                                                                   |
| 39°38′ пн. ш. 142°0′ сх. д. / 39.633° пн. ш. 142.000° сх. д. | Японія                     | Проходить через острів Хонсю                                      |
| 39°24′ пн. ш. 142°0′ сх. д. / 39.400° пн. ш. 142.000° сх. д. | Тихий океан                | Проходить західніше островів Тітідзіма та Хахадзіма[en]           |
| 2°58′ пд. ш. 142°0′ сх. д. / 2.967° пд. ш. 142.000° сх. д.   | Папуа Нова Гвінея          | Проходить через Нову Гвінею                                       |
| 9°12′ пд. ш. 142°0′ сх. д. / 9.200° пд. ш. 142.000° сх. д.   | Арафурське море            | Проходить західніше островів Торресової протоки, Австралія        |
| 10°42′ пд. ш. 142°0′ сх. д. / 10.700° пд. ш. 142.000° сх. д. | Затока Карпентарія         |                                                                   |
| 11°46′ пд. ш. 142°0′ сх. д. / 11.767° пд. ш. 142.000° сх. д. | Австралія                  | Квінсленд Новий Південний Уельс Вікторія                          |
| 38°18′ пд. ш. 142°0′ сх. д. / 38.300° пд. ш. 142.000° сх. д. | Індійський океан           | Австралія визнає цю акваторію частиною Південного океану[2][3]    |
| 38°24′ пд. ш. 142°0′ сх. д. / 38.400° пд. ш. 142.000° сх. д. | Австралія                  | Вікторія — проходить через острів леді Джулії Персі[en]           |
| 38°25′ пд. ш. 142°0′ сх. д. / 38.417° пд. ш. 142.000° сх. д. | Індійський океан           | Австралія визнає цю акваторію частиною Південного океану          |
| 60°0′ пд. ш. 142°0′ сх. д. / 60.000° пд. ш. 142.000° сх. д.  | Південний океан            |                                                                   |
| 66°49′ пд. ш. 142°0′ сх. д. / 66.817° пд. ш. 142.000° сх. д. | Антарктида                 | Земля Аделі (претендує Франція)                                   |